# 湖広等処行中書省

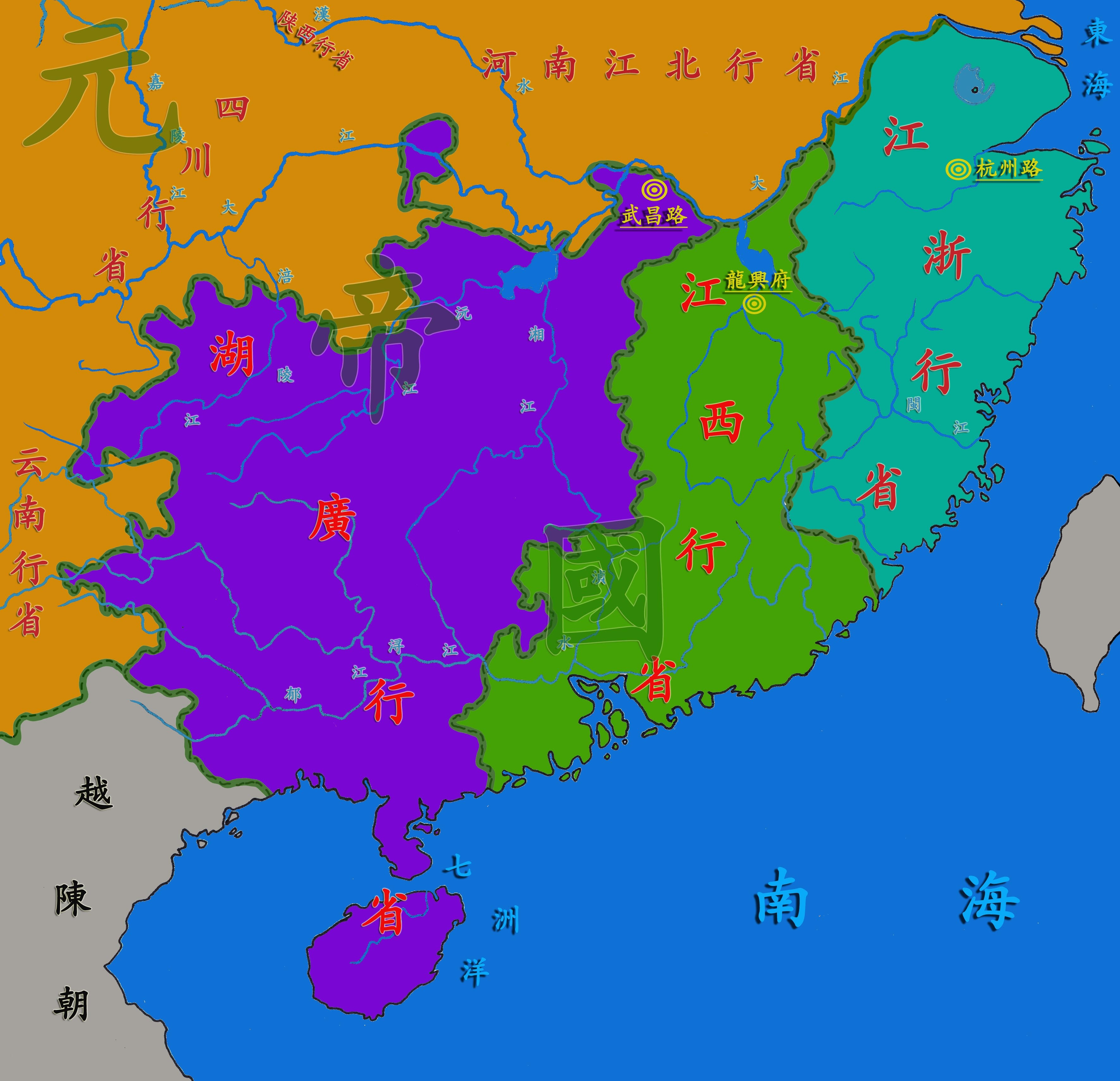
湖広行省の位置（左）

湖広等処行中書省（ここうとうしょ-こうちゅうしょしょう）は、元が設置した行中書省。湖広行省と略称される。

## 地理
1299年（大徳3年）以降、長江以南の湖南省の大部分、広西チワン族自治区及び海南省全域、湖北省及び貴州省の一部、広東省雷州半島を管轄していた。なお現在の湖北省及び湖南省西部は四川行省の管轄とされていた。

## 歴史
湖広行省は元朝の南宋攻略の過程で設置された。1274年（至元11年）、元朝は宋攻略の西路軍を統括すべく襄陽に荊湖行省を設置、これが後の湖広行省の前身となる。1277年（至元14年）、鄂州に省会を移した荊湖行省は鄂州行省と改編された。また同年には湖広行省の再設置が行われと改称されている。

## 下部行政区画
- 江南湖北道（8路、1府、1州）
  - 武昌路
  - 岳州路
  - 常徳路
  - 澧州路
  - 辰州路
  - 沅州路
  - 興国路
  - 靖州路
  - 漢陽府
  - 帰州
- 嶺北湖南道（9路、3州）
  - 潭州路
  - 衡州路
  - 道州路
  - 永州路
  - 郴州路
  - 全州路
  - 宝慶路
  - 武岡路
  - 桂陽路
  - 茶陵州
  - 耒陽州
  - 常寧州
- 嶺南広西道（6路、1司、1府、8州）
  - 静江路
  - 南寧路
  - 梧州路
  - 潯州路
  - 柳州路
  - 横州路
  - 慶遠南丹渓洞等処軍民安撫司
  - 平楽府
  - 鬱林州
  - 容州
  - 象州
  - 賓州
  - 融州
  - 藤州
  - 賀州
  - 貴州
- 海北海南道（5路、1司、3軍）
  - 雷州路
  - 化州路
  - 高州路
  - 欽州路
  - 廉州路
  - 乾寧軍民安撫司
  - 南寧軍
  - 万安軍
  - 吉陽軍